# Äthiopisches Parlament
Das Äthiopische Parlament (amharisch ሸንጎ Shengo, auch Parlamentarische Bundesversammlung, የፌደራል ፓርላማ, Yefēderal Parlama) ist die legislative Gewalt in der Demokratischen Bundesrepublik Äthiopien.
Äthiopien hat seit 1931 ein eigenes Parlament. Das Parlamentsgebäude befindet sich in Addis Abeba, wurde 1995 wiedererrichtet und hat Amharisch als Arbeitssprache. Die einzelnen eigenständigen Regionen Äthiopiens haben jeweils eigene Regionalparlamente.
Das Parlament ist ein Zweikammer-Parlament und besteht aus folgenden Kammern:
- Dem Bundeshaus Äthiopiens (amharisch የፌዴሬሽን ምክር ቤት Yefedereshn Mekir Bet, hat die Funktion des Oberhauses inne)
- Dem Volksrepräsentantenhaus (amharisch የሕዝብ ተወካዮች ምክር ቤት Yehizbtewekayoch Mekir Bet, die Funktion des Unterhauses inne)

Es wurde mit der Annahme der Äthiopischen Verfassung von 1995 neu errichtet und ersetzte das provisorische Parlament der Übergangsregierung Äthiopiens. Im selben Jahr fanden auch die ersten allgemeinen Parlamentswahlen statt. Seither sind im äthiopischen Parlament viele Oppositionsparteien und sämtliche Völker des Landes repräsentiert.

## Wahlen
Die ersten Parlamentswahlen fanden 1957 statt, damals war Äthiopien das Kaiserreich Abessinien. Die letzten Wahlen während der kaiserlichen Periode fanden 1973 statt. Politische Parteien waren nicht zugelassen. Während der Periode der Demokratischen Volksrepublik Äthiopien wurde nur einmal, 1987, Parlamentswahlen abgehalten.
Parlamentswahlen während der bundesrepublikanischen Periode fanden bislang 1995, 2000, 2005, 2010 und 2015. Die geplanten Wahlen 2020 wurden wegen der Corona-Pandemie auf 2021 verschoben, was jedoch auf Kritik stieß und den Reformkurs von Premierminister Abiy Ahmed infrage stellt. Stattdessen war vom „Einstieg in die Diktatur“ und dem „Abbau der Demokratie“ die Rede.

## Vertreter
Die meisten politischen Repräsentanten der Völker kommen aus der Region Oromia und halten damit die meisten Positionen inne, während die zweitmeisten Positionen von Repräsentanten der Region Amhara gehalten werden; dies soll die paritätische Verbindung der verschiedenen Bevölkerungsgruppen und deren proportionale Repräsentation im Parlament widerspiegeln.
Zahlreiche verschiedene Regierungs- und Oppositionsparteien, einschließlich der Vereinigten Äthiopischen Demokratischen Kräfte, der Vereinten Äthiopischen Demokratischen Partei/Medhin, der Demokratischen Partei des Somali-Volkes (SPDP), der Äthiopischen Demokratischen Liga (EDL), Demokratischen Bewegung der Völker Gambellas (GPDM), der Gesamt-Äthiopischen Einheitsorganisation (AEUO), der Föderalistischen Demokratischen Oromo-Bewegung (WAFIDO) und der Demokratischen Einheitsfront der Völker von Benishangul-Gumuz (BGPDUF), halten Sitze und Positionen im Parlament.

## Geschichte

### Im Kaiserreich Abessinien
Kaiser Haile Selassie, welcher sich die Modernisierung des Landes vornahm, errichtete durch die neue Verfassung im Jahr 1931 das erste Parlament in der Geschichte des Landes. Das Parlament war bikameral, es bestand aus der Kammer der Deputierten und dem Senat. Die Deputiertenkammer bestand bis zur Okkupation des Landes durch das Königreich Italien im Jahr 1936 aus Mitgliedern, welche vom Kaiser ausgewählt wurden. Diese entstammten der Aristokratie. Der Senat bestand neben Adelsangehörigen auch aus Ministern und angesehenen Veteranen sowie aus Kommandeuren, welche für ihren langen Dienst anerkannt wurden. Beide Kammern hatten gleich viele Mitglieder. Die Legislaturperiode in der Kammer der Deputierten dauerte 15 bis 20 Jahre.

### Nach der italienischen Besetzung
Nach der Befreiung des Landes durch äthiopische Partisanen im Zweiten Weltkrieg wurde das Parlament 1941 wiedererrichtet. Es kam jedoch zu keiner Änderung in der Struktur der vorherigen Ordnung.
Die Ältesten trafen sich zumeist auf Distriktebene und wählten anerkannte Aristokraten als Mitglieder in den Senat. Die erste allgemeine Wahl der Kammer der Deputierten wurde nach der Revision der Verfassung 1955 ausgerufen. Zwischen 1955 und 1974 gab es fünf Wahlen. Sowohl die Kammer der Deputierten als auch der Senat waren nun offiziell legislative Körperschaften. Am Ende des ersten Mandates erreichte die Mitgliederzahl der Deputiertenkammer 250 und die des Senats 125. Mitglieder der Deputiertenkammer kamen meist aus den oberen Rängen des Beamtentums und aus der Schicht der feudalen Grundbesitzer und reichen Kaufleute.

### Derg und Volksrepublik
Im Oktober 1974, direkt nach dem blutigen Sturz der Monarchie durch den Provisorischen Militärverwaltungsrat (Derg) wurde eine Versammlung von Räten, welche aus 60 Mitgliedern bestand, die aus diversen Regierungsinstitutionen und den Provinzen ausgewählt wurde, eingerichtet. Das Mandat dieser Versammlung dauerte nur bis 1975 an. Die Herrschaft des Derg war sozialistisch orientiert.
Die Bevölkerung war in verschiedenen Assoziationen organisiert, die ihre Repräsentanten wählten. Es gab direkte und indirekte Wahlen. Führungsposten wurden ausschließlich mit Anhängern des Sozialismus besetzt.
Im Jahre 1986 wurde ein Einkammerparlament eingerichtet, der Nationalrat (Shengo) mit 835 Mitgliedern. Als die Herrschaft des Derg 1987 offiziell für beendet erklärt wurde und an ihrer Stelle die Demokratische Volksrepublik Äthiopien etabliert wurde, war der Nationalrat das Parlament Äthiopiens. Der Shengo hatte eine Legislaturperiode von fünf Jahren.

### Übergangszeit
Die Revolutionäre Demokratische Front der Äthiopischen Völker stürzte 1991 die Regierung der Demokratischen Volksrepublik Äthiopien und bildete im selben Jahr eine Übergangsregierung.
Diese bestand aus politischen Organisationen und nationalen Befreiungsbewegungen, welche im Juni 1991 eine Übergangscharta einführten. Wahlen zu den regionalen (bundesstaatlichen) Kammern und den Woreda-Räten wurden im Jahr 1992 durchgeführt. Es wurde eine Nationale Wahlkommission etabliert, die dem Volksrepräsentantenhaus rechenschaftspflichtig war. Ihr Mandat endete nach der Wahl zu den Räten auf der Ebene der Regionen und der Zonen. An ihre Stelle trat das Nationale Wahldirektorium Äthiopiens.